# Antrocaryon
Antrocaryon is een geslacht uit de pruikenboomfamilie (Anacardiaceae). De soorten uit het geslacht komen voor van in westelijk tropisch Afrika tot in Oeganda.

## Soorten
- Antrocaryon amazonicum (Ducke) B.L.Burtt & A.W.Hill
- Antrocaryon klaineanum Pierre
- Antrocaryon micraster A.Chev. & Guillaumin
- Antrocaryon nannanii De Wild.
- Antrocaryon schorkopfii Engl.

... · 
Anacardium · 
Bouea · 
Buchanania · 
Cotinus · 
Mangifera · 
Pistacia (Pistache) · 
Protorhus · 
Rhus · 
Schinus · 
Sclerocarya · 
Sorindeia · 
Spondias · 
Toxicodendron · 
...